# Scaphura elegans
Scaphura elegans är en insektsart som först beskrevs av Jean Guillaume Audinet Serville 1838.  Scaphura elegans ingår i släktet Scaphura och familjen vårtbitare. Inga underarter finns listade i Catalogue of Life.